# Pavlovice u Přerova (zámek)
Zámek Pavlovice je zámek v obci Pavlovice v okrese Přerov z konce 19. století. V současnosti se v prostorách zámku nachází domov důchodců.

## Historie
Zámek v Pavlovicích u Přerova vybudoval v letech 1890 až 1891 významný moravský průmyslník Alfred Skene II., který spolu s bratrem Louisem roku 1878 pavlovické panství zakoupil. Alfrédův otec byl v letech 1861-1864 starostou moravské metropole Brna a on sám byl poslancem Říšské rady a Moravského zemského sněmu. Roku 1889 mu byl uznán skotský šlechtický titul a roku 1909 byl Alfréd Skene II. povýšen do stavu rakouských svobodných pánů.
Projekt trojkřídlé budovy s věží a ohradní zdi s bránou i jeho realizaci dodal slavný vídeňský ateliér Fellner a Helmer, jehož majiteli byli architekti Ferdinand Fellner (1847–1916) a Hermann Helmer (1850–1919). Eklektický styl projektu kombinuje novogotické prvky (vstupní brána areálu s erbem, věž) s novorenesančními (okna, interiéry) a se soudobým moderním zázemím.
Kolem Pavlovického zámku nechal Skene také vytvořit anglický park. V parku stojí i romantická zřícenina hradu.
Roku 1917 zdědil Pavlovický zámek JUDr. Alfréd svobodný pán Skene (1877-1946), syn zakladatele zámku. Ten Pavlovice vlastnil až do roku 1946, kdy v přerovské nemocnici zemřel. 15. října 1948 byl do zámku nastěhován domov důchodců, který na zámku sídlí dodnes. Při první adaptaci zámeckých interiérů vzala za své většina vnitřního zařízení a výzdoba interiérů.
Drobné uměleckořemeslné předměty byly roku 1946 zkonfiskovány a předány do sbírek Uměleckoprůmyslového muzea v Praze a Národního muzea.

## Galerie

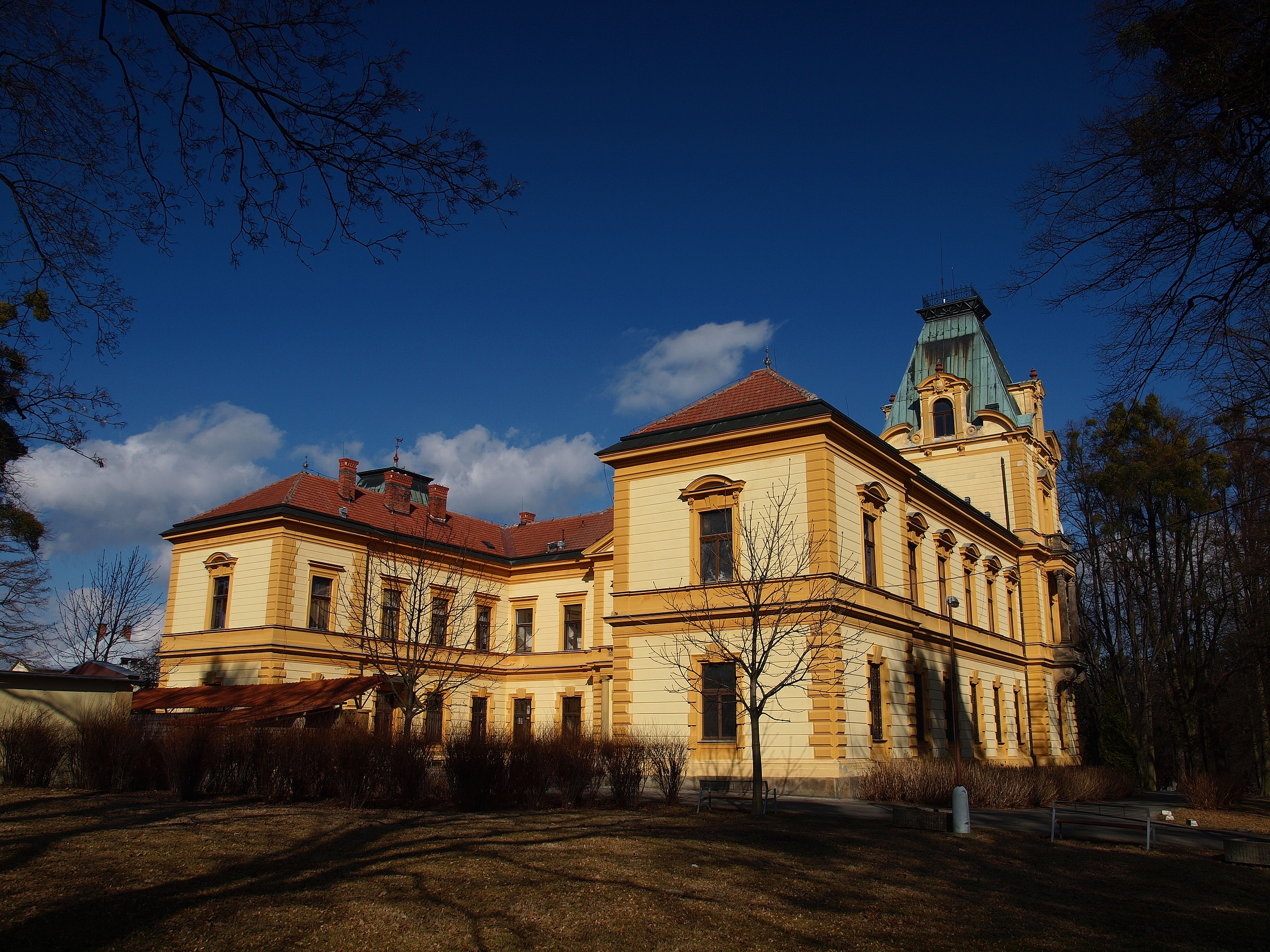
Pohled na pavlovický zámek